# Militärstaat
Militärstaat und Zivilstaat ist eine dem Gefüge von Befehl und Gehorsam unterworfene zentralistische Staatsorganisation des 18. und 19. Jahrhunderts, die gelegentlich mit der Organisation des chinesischen Beamtenstaates verglichen wurde. 
Sie gilt für die territoriale zivile und militärische Hierarchie von Hof und Verwaltung und kommuniziert durch Kleiderordnungen und Ordensauszeichnungen deren Rangfolge. Der Aufstieg innerhalb dieser Hierarchie wird von Gehaltserhöhungen und insbesondere im Zivilstaat von bestimmten sozialen Verhaltensweisen begleitet (Unterwürfigkeit und vorauseilender Gehorsam).
Das System hat allerdings auch den sozialen Vorteil der Selbstdisziplinierung, was Norbert Elias in seinem Standardwerk Der Prozeß der Zivilisation untersucht hat.
Über den Preußischen Militärstaat berichten Gustav Freytag in Bilder aus der deutschen Vergangenheit und Ulrich Bräker im Armen Mann im Tockenburg.